# Standard (album)
Pour les articles homonymes, voir Standard.
Albums de Scandal
Queens Are Trumps: Kirifuda wa Queen
(2012)
Singles
1. Awanai Tsumori no, Genki de ne [1]!
Sortie : 22 mai 2013
2. Kagen no Tsuki [2]
Sortie : 24 août 2013
3. Over Drive [3]
Sortie : 18 septembre 2013

Standard (stylisé STANDARD) est le cinquième album studio du groupe japonais Scandal sorti le 2 octobre 2013.

## Composition du groupe
- Haruna Ono - guitare, chants (principal)
- Tomomi Ogawa - basse, chants (2e voix)
- Mami Sasazaki - guitare solo, chants (3e voix)
- Rina Suzuki - batterie, chants (4e voix)

## Liste des titres

### Édition originale
| No  | Titre                                                       | Paroles                        | Musique                | Arrangements               | Durée |
| --- | ----------------------------------------------------------- | ------------------------------ | ---------------------- | -------------------------- | ----- |
| 1.  | Brand new wave                                              | Yamada Tomokazu, Tomomi Ogawa  | Yamada Tomokazu        | Kawaguchi Keita            | 3:35  |
| 2.  | OVER DRIVE                                                  | Nakata Yasutaka                | Nakata Yasutaka        | Nakata Yasutaka, nishi-ken | 5:03  |
| 3.  | Uchiagehanabi (打ち上げ花火)                                | Noriyasu Isshiki               | Noriyasu Isshiki       | Shiraishi Satori           | 4:48  |
| 4.  | Orange Juice (オレンジジュース)                             | Tajika Yuichi, Tomomi Ogawa    | Tajika Yuichi          | Kawaguchi Keita            | 4:06  |
| 5.  | Metronome (メトロノーム)                                    | Yamaguchi Takashi              | Yamaguchi Takashi      | Kawaguchi Keita            | 4:00  |
| 6.  | Weather report                                              | Nishikawa Hibiki, Rina Suzuki  | Nishikawa Hibiki       | Nishikawa Hibiki           | 3:40  |
| 7.  | Hachigatsu (8月)                                            | Haruna Ono                     | Mami Sasazaki          | Nishikawa Hibiki           | 4:14  |
| 8.  | Awanai Tsumori no, Genki de ne (会わないつもりの、元気でね) | Yanagisawa Ryota               | Yanagisawa Ryota       | Kawaguchi Keita            | 4:20  |
| 9.  | 下弦の月                                                    | Yamaguchi Takashi              | Yamaguchi Takashi      | Yamaguchi Takashi          | 3:34  |
| 10. | Koi no Gestalt Houkai (恋のゲシュタルト崩壊)                | Rina Suzuki                    | Rina Suzuki, Hajimetal | AxSxE                      | 4:00  |
| 11. | Kimi to Mirai to Kanzen Douki (キミと未来と完全同期)        | Tomomi Ogawa                   | Atsushi                | Atsushi                    | 4:34  |
| 12. | Namida yo Hikare (涙よ光れ)                                 | Tanaka Hidenori, Mami Sasazaki | Tanaka Hidenori        | Shiraishi Satori           | 3:28  |
| 13. | STANDARD                                                    | Scandal                        | Mami Sasazaki          | Scandal                    | 3:19  |

### DVD
1. 「Awanai Tsumori no Genki de ne」－MUSIC VIDEO－
2. 「Kagen no Tsuki」－MUSIC VIDEO－
3. 「SCANDAL IN THE HOUSE」－MUSIC VIDEO－